# Koloratur
Koloratur (av latinets color, färg) är en virtuos utsmyckning av vokalmusik genom snabba löpningar, vågade språng, ornament och drillar.
Koloraturer förekom ofta i den italienska körmusiken under 1400- och 1500-talen, och utvecklades särskilt i Florens. Under de följande århundradena var italiensk musik mycket tongivande, och koloraturer praktiserades i nästan all opera- och kantatmusik. Även arabisk sångteknik innehåller koloraturer, och uppkomsten i Europa kan ha varit genom kulturellt utbyte därifrån. Fram till början av 1800-talet gavs sångartister inom alla röstlägen möjlighet att demonstrera sin virtuositet genom koloraturer.
Barockoperans bravurarior gav rikliga tillfällen till sådan improvisation, i synnerhet vid kadenserna. Från 1800-talet står koloraturer främst att finna i arior för sopraner, varför benämningen koloratursopran uppkommit. I det här fallet räknas koloraturrösten som den högsta av sopranrösterna medan den dramatiska är motsatsen. Koloratur förekommer dock i alla röstlägen, särskilt under barocken. Bach har koloratur i nästintill all vokalmusik, undantaget de långsamma styckena (Bach skrev dock aldrig någon opera). Även körsatser kan vara rikt utsmyckade med koloraturer i alla stämmor. Bachs Magnificat och Händels Messias är bra exempel på detta.
Berömda koloraturarior är Nattens drottnings stora aria Der Hölle Rache kocht in meinem Herzen (Hämndarian) i Mozarts Trollflöjten, Lucias aria (Vansinnesscenen) i Donizettis Lucia di Lammermoor och Zerbinettas aria i Richard Strauss Ariadne på Naxos. Koloratur förekommer också i tyngre partier. Leonora i Trubaduren och Violetta i La Traviata (båda av Verdi) är sådana exempel, där finns koloraturer i ariorna i form av snabba löpningar, oftast långa skalor upp och ner. 